# THE LAST LIVE~최후의 밤~
《THE LAST LIVE ~최후의 밤~》(THE LAST LIVE〜最後の夜〜 더 라스트 라이브 ~사이고노 요루~[*])은 일본의 록 밴드 엑스 재팬이 1997년 12월 31일 도쿄 돔에서 개최한 해체 콘서트이다.

## 해설
1997년 9월 22일에 해체를 발표한 엑스 재팬이 같은 해 12월 31일에 도쿄 돔에서 가진 라이브 콘서트. 종료 후 출연한 NHK 홍백가합전의 무대를 끝으로 엑스 재팬은 해체되었다. 발매되는 THE LAST LIVE VIDEO(DVD, VHS)에는 MC나 앵콜의 영상까지 수록되고 있지만, ENDLESS RAIN의 연주 이후는 수록되어 있지 않다.
ENDLESS RAIN 이후의 영상은, 오랫동안 TV 방영과 THE LAST SONG의 엑스트라 시디로 밖에 시청 할 수 없다가, X JAPAN 부활 후에 이 라이브의 완전판의 발매가 공식으로 이야기 되고 있다.
이 콘서트의 뒤, 엑스 재팬은 제48회 NHK 홍백가합전의 무대에서 Forever Love를 연주한 후, 정식으로 해체되었다. 요시키는 콘서트도 홍백가합전도 "모두 최후는 아니다"라고 말하고 있어 '2000년 부활 계획' 이 있었다는 것을 암시하지만, 히데의 갑작스러운 사망으로 그것은 사실상 불가능하게 되어, 1997년 이후로 10년간 엑스 재팬의 콘서트를 개최하는 일도 없었고, 요시키와 토시가 대면하는 일도 없었다.
그러나 2007년 초에는 토시와 요시키가 화해 했던 것으로 밝혀져 엑스 시절의 앨범이 리마스터링 되어 재판매된다. 게다가 6월에는 요시키로부터 부활의 가능성이 언급되어 10월에 정식으로 재결성했다. 그리고 엑스 재팬의 해체로부터 약 10년 후가 되는 2008년 3월에 도쿄 돔에서 부활 콘서트를 실시하는 것이 결정되어, 28일을 파괴의 밤, 29일을 무모한 밤, 30일을 창조의 밤이라 해, 메인 타이틀은 X시절 도쿄 돔 콘서트에서 X의 이름으로는 마지막 라이브가 된 파멸을 향하여가 되었다(공격 재개 2008 I.V. ~파멸을 향하여~).(hide Memorial Summit).

## 참가 멤버
- 요시키 - 드럼, 피아노
- 토시 - 보컬
- 히데 - 기타
- 파타 - 기타
- 히스 - 베이스 기타

## 연주곡
세트 리스트
- Amethyst(S.E)
- Rusty Nail
- WEEK END
- SCARS
- DAHLIA
- DRAIN
- Piano Solo
- CRUCIFY MY LOVE
- Longing 〜중단된melody〜(Longing 〜跡切れたmelody〜)
- 紅
- Orgasm

앵콜 1
- DRUM SOLO
- Forever Love

앵콜 2
- Prologue-World Anthem-(S.E)
- X
- ENDLESS RAIN

앵콜 3
- Say Anything(S.E)
- THE LAST SONG
- Tears(S.E)

닫는 연주
- Unfinished(S.E)
- Forever Love (Last Mix) (S.E)